# Канкриниелла
Канкриние́лла (лат. Cancriniēlla) — монотипный род двудольных растений семейства Астровые (Asteraceae), включающий вид Канкриниелла Крашени́нникова (лат. Cancriniella krascheninnikovii (Rubtzov) Tzvelev).
Единственный вид рода был первоначально описан Н. И. Рубцовым под названием Brachanthemum krascheninnikovii Rubtzovbasionym; в 1961 году вид был перенесён Николаем Николаевичем Цвелёвым в состав отдельного рода Cancriniella. Другое синонимичное название канкриниеллы Крашенниникова — Cancrinia krascheninnikovii (Rubtzov) Poljakov.
Название дано в честь министра финансов Российской империи в 1823—1844 годах графа Егора Францевича Канкрина, способствовавшего ботаническим исследованиям в России.

## Распространение и среда обитания
Единственный вид является эндемиком Казахстана.
Произрастают на каменистых склонах.

## Общая характеристика
Опушённые серо-зелёные полукустарники высотой 3—10 см.
Листья черешковые, узколинейной формы, продолговатые, перисторассечённые, тупоконечные; листорасположение розеточное.
Соцветия-корзинки дискообразные, одиночные, с цветками жёлтого цвета.
Цветут весной и в начале лета.